# Le Pondy
Le Pondy település Franciaországban, Cher megyében. Lakosainak száma 154 fő (2022. január 1.). Le Pondy Arpheuilles, Charenton-du-Cher, Thaumiers és Verneuil községekkel határos.

## Népesség
A település népessége az elmúlt években az alábbi módon változott:
| Lakosok száma | 172  | 127  | 124  | 105  | 140  | 139  | 144  | 148  | 149  | 154  |
|               | 1968 | 1982 | 1990 | 2006 | 2013 | 2015 | 2017 | 2019 | 2020 | 2022 |